# Schönau im Mühlkreis
Schönau im Mühlkreis est une commune autrichienne du district de Freistadt en Haute-Autriche.